# Paul Gilbert
Paul Brandon Gilbert (Carbondale, 6 novembre 1966) è un chitarrista hard rock statunitense.
Noto per la sua velocità e tecnica, iniziò la carriera con i Racer X per poi approdare ai Mr. Big e intraprendere la carriera solista.
È stato inserito al quarto posto nella lista dei più grandi shredders di tutti i tempi dalla rivista GuitarOne, mentre Guitar World lo ha menzionato tra i cinquanta chitarristi più veloci di tutti i tempi.

## Biografia

### Gli esordi
Inizia ad ascoltare musica sin dalla tenera età grazie all'influsso di un'imponente raccolta di dischi nella casa paterna. Il piccolo Paul prende la sua prima chitarra in mano quando ha appena sette anni ma abbandona temporaneamente, per riprendere alcuni anni più tardi. Egli ha modo di crearsi una buona cultura musicale che spazia fra i più disparati generi. Gilbert ha spesso dichiarato come nella sua formazione sia stata determinante la conoscenza dello zio Jimi Kidd, musicista blues di Chicago che veniva spesso a trovare la sua famiglia. All'età di dieci anni ascolta con diletto Beatles, Pink Floyd, e arriva ad ammirare persino la musica dei Jackson 5, per non parlare del suo amore per la musica classica, che lo affascinerà per diversi anni.
A 13 anni ha già formato una band con cui suona cover (di Rush, Van Halen, U.F.O. e altri) e pezzi propri. A sedici anni invia un nastro della propria band al talent scout Mike Varney, fondatore dell'etichetta Shrapnel Records, specializzata in virtuosi della chitarra. Varney, che da poco aveva scoperto Yngwie Malmsteen, lo pubblica sulla rivista Guitar Player. L'anno seguente si trasferisce a Los Angeles per studiare al GIT - Guitar Institute of Technology, dove si diploma diciannovenne, nel 1985, divenendo anche insegnante di chitarra nella stessa scuola. Nello stesso anno, partecipa, non accreditato, all'album Trouble in the Streets dei Black Sheep di Willie Basse, dove suona in cinque pezzi. Trova anche il tempo di farsi costruire una chitarra da Wayne Charvel, allora titolare di uno dei più famosi custom shop dell'area di Los Angeles. Sempre nel 1985 compare come ospite in due brani (After The Storm e Jesus Will Reign) contenuti nell'album Revelation dell'artista cristiano Darrel Mansfield.

### Racer X
Nel tempo trascorso al GIT conosce gli studenti John Alderete, virtuoso bassista, e Harry Gschoesser, batterista austriaco, nonché il cantante Jeff Martin, trasferitosi da Phoenix a Los Angeles dopo aver lasciato la sua band, i Surgical Steel. I quattro cominciano a suonare insieme al GIT (alle sette di mattina perché solo allora le sale erano libere) e compongono diversi pezzi, dandosi nome Racer X.
Sempre nel 1985 i quattro si recano nella California del nord per registrare il loro primo album, Street Lethal. Per le registrazioni Paul ricorda di aver usato la sua Charvel custom made e una Squier Stratocaster avuta in prestito. Subito dopo la realizzazione del disco Gschoesser lascia la band e, dal momento che gli è scaduto il visto da studente, torna in Austria. L'anno successivo Paul ha come studente Bruce Bouillet, e ne nota la bravura alla chitarra. Dopo aver provato qualche fraseggio suonato in armonia durante le lezioni, decide di domandargli se vuole unirsi ai Racer X. Bruce accetta e la nuova formazione, ora con Scott Travis alla batteria, comincia a suonare nei club di Los Angeles (Roxy Theatre, Troubadour), collezionando il tutto esaurito già dopo alcuni mesi.
Intanto il gruppo sta sviluppando il sound che lo renderà famoso: i complicati fraseggi suonati ad elevata velocità dalle due chitarre in armonia fra di loro. Tale sviluppo è bene evidente nel secondo album, Second Heat, del 1987, in cui è contenuto anche il brano più rappresentativo dello stile dei Racer X, lo strumentale "Scarified".
Nel 1988 la band registra un concerto al Country Club di Los Angeles, che diverrà il disco dal vivo Extreme Volume Live, forse il live con più tecnica strumentale mai registrato. Nello stesso anno, però, Paul lascia la band, resosi conto dell'impossibilità di portare la fama dei Racer X ad una platea più ampia di quella dei musicisti, attratti dalla strabiliante tecnica strumentale dei componenti, e tentato dall'offerta di suonare insieme fattagli dall'ottimo bassista Billy Sheehan.

### Mr. Big

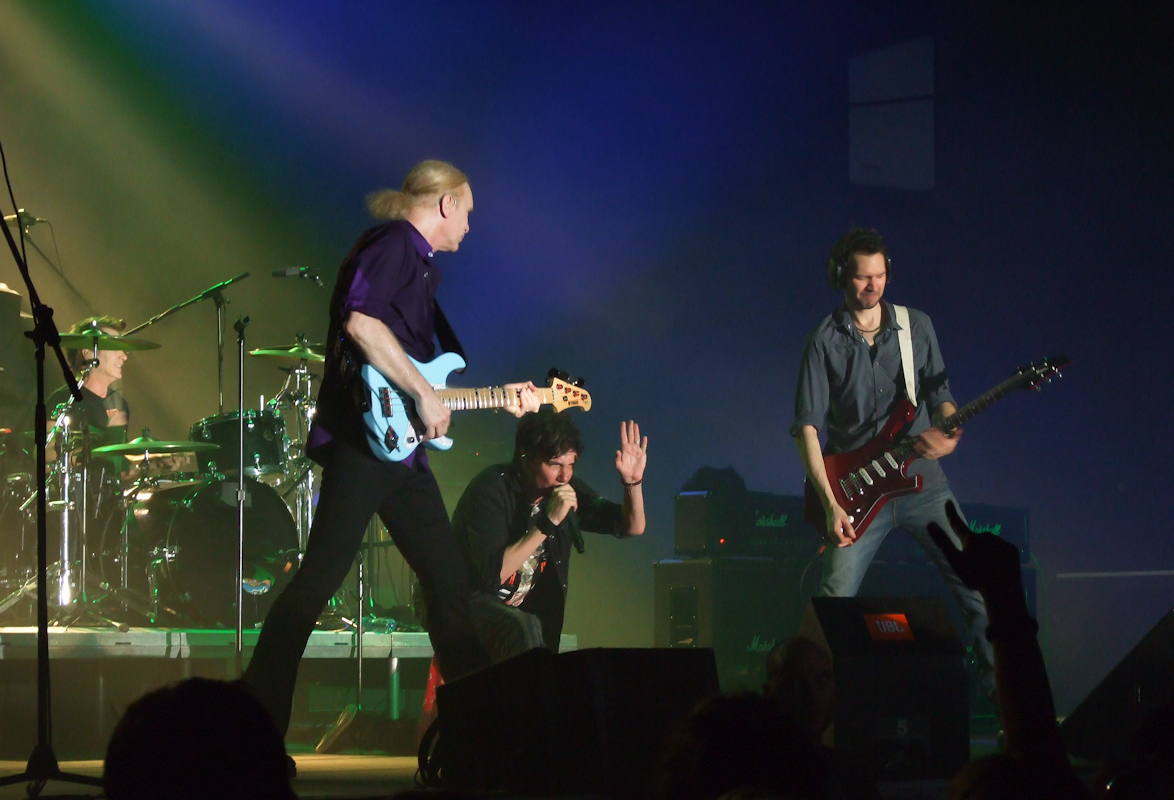
Paul Gilbert (a destra) in concerto con i Mr. Big a Sofia nel 2011

I Mr. Big nascono nel 1988 dall'incontro tra Paul e Billy Sheehan, già membro fondatore dei Talas ed ex-bassista della band solista di David Lee Roth. I due si propongono di sviluppare un sound rock ma al tempo stesso melodico e accessibile ad una platea più ampia di quella degli strumentisti, in cui la tecnica fosse al servizio della canzone e non viceversa. Per fare ciò, Gilbert e Sheehan reclutano Eric Martin alla voce, che si era già fatto un nome negli ambienti AOR di Los Angeles incidendo un paio di album a proprio nome e il turnista Pat Torpey alla batteria, forte di diverse collaborazioni ad alto livello.
Ottenuto quasi subito un contratto con l'etichetta Atlantic Records, i quattro incidono il disco di debutto, l'omonimo Mr. Big, nel 1989. L'album, che contiene, fra le altre, le canzoni "Addicted to That Rush" (in cui chitarrista e bassista fanno sfoggio della loro notevole abilità strumentale) e "Had Enough", riscuote buoni consensi negli Stati Uniti ma, soprattutto, in Giappone, dove i Mr. Big divengono rapidamente uno dei gruppi più noti su scala nazionale.
Nel 1991 esce il secondo disco, Lean Into It, ed è con questo che la band ottiene uno strepitoso successo planetario: la traccia d'apertura "Daddy, Brother, Lover, Little Boy", vede Paul e Billy che suonano scale armonizzate con l'aiuto di un trapano con plettri applicati sulla punta, mentre la canzone che chiude l'album, la ballata acustica "To Be with You" diventa un singolo di proporzioni gigantesche, installandosi in testa alle classifiche di tutto il mondo.
Il terzo capitolo, Bump Ahead, vede la luce nel 1993, in un nuovo clima musicale: l'heavy metal più leggero e commerciale che aveva dominato le classifiche negli anni ottanta è ormai passato di moda in favore del grunge, e molti vecchi fan hanno cambiato gusti, facendo ridurre nettamente le vendite di gruppi che, fino ad un paio di anni prima, le misuravano in milioni di copie. Bump Ahead, pur essendo un buon album con episodi come "Colorado Bulldog" e la cover di Cat Stevens "Wild World", risente di tutto ciò; inoltre, accentua il lato più pop della musica dei Mr. Big a discapito di quello rock, alienandosi così ulteriori consensi e mantenendo un alto profilo solo in Giappone, dove la band continua ad essere popolarissima.
Nel 1996 il gruppo licenzia anche Hey Man, ma il clima musicale è ormai completamente avverso e il disco passa quasi sotto silenzio in Occidente (non così nel paese del Sol Levante). Nello stesso anno, Paul abbandona i Mr. Big per dedicarsi alla carriera solista, venendo sostituito da Richie Kotzen, ex membro dei Poison.

### Tempi recenti
Dopo la sua esperienza con i Mr. Big riprende quella con i Racer X. Nel frattempo si dedica anche ad album solisti di notevole spessore artistico come King of Clubs, Flying Dog, Alligator Farm, Raw Blues Power (suonato con lo zio Jimi Kidd), Burning Organ e Gilbert Hotel, inserendo talvolta brani di musica classica di Bach, Mozart, Ludwig van Beethoven eseguiti con grande maestria.
Oltre a numerosi album, la sua produzione comprende anche video didattici in cui mostra le varie tecniche chitarristiche come Terrifying Guitar Trip, Intense Rock I, Intense Rock II e Guitar From Mars. Nel 2006 pubblica il suo primo album completamente strumentale, Get Out of My Yard. Nel 2007 partecipa al G3 con Joe Satriani e John Petrucci, chitarrista dei Dream Theater.
Nel 2003 forma i Yellow Matter Custard, una cover band dei The Beatles, insieme a Mike Portnoy, Neal Morse e Matt Bissonette. Sempre con Portnoy forma un'altra cover band, gli Hammer of the Gods, dedicata ai Led Zeppelin, con Dave LaRue e Daniel Gildenlöw.
Nel marzo 2009 si riunisce con la formazione originale dei Mr. Big per una serie di concerti in Giappone, da cui viene estratto il live Back to Budokan. La band registra tre nuovi album in studio: What If... (2011), ...The Stories We Could Tell (2014), Defying Gravity (2017).
Nell'aprile 2015 collabora con Francesco Carcano e Fabio Pansini.

## Strumentazione

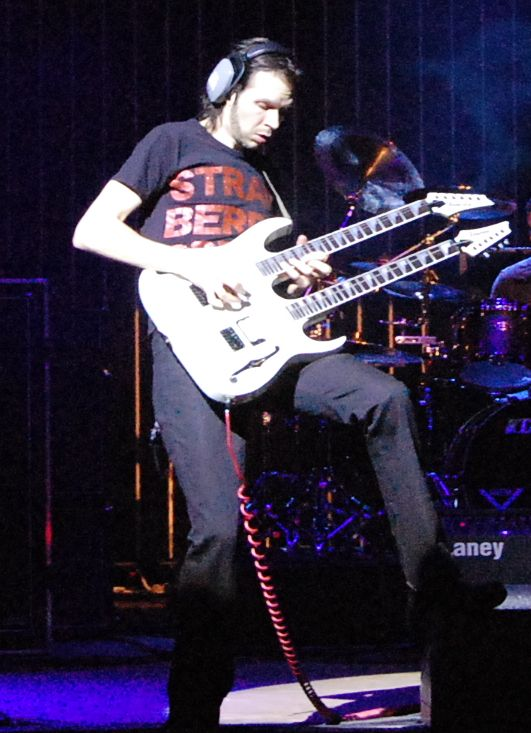
Paul Gilbert in concerto nel 2007

Paul Gilbert suona esclusivamente chitarre Ibanez, live e in studio, dal 1988. Nel 1990, Ibanez produce un modello signature PGM100 (Paul Gilbert Model) su base RG con pickups DiMarzio.
Negli anni, il modello PGM subisce diverse variazioni, sia nella forma che nelle caratteristiche (legni, pickups, ponti fissi ecc), per un totale di sedici di fabbricazione Giapponese, uno di fabbricazione coreana (PGM3), e un modello acustico, la PGA1000. Nel solo 2009 Ibanez produce ben tre modelli, la PGM401, la PGM100RE (Reissue) e la PGMFRM1 (FireMan), e per il 2010 è prevista l'uscita di un altro Reissue, la PGM300RE, vincitrice di una votazione online indetta da Ibanez. Oltre ai suoi modelli signature, Paul usa alcuni modelli custom costruiti su sue specifiche dal Custom Shop Ibanez, e una serie di modelli Ibanez "vintage" che colleziona, in special modo le copie di Flying-V e i modelli Artist.
Negli anni ottanta, Paul usava preamplificatori ADA MP1 e finali Metaltronix. Dagli anni novanta fino al 2005 ha usato amplificatori Laney per poi passare definitivamente a Marshall.
Ultimamente Gilbert ha utilizzato un set-up sempre più minimale che comprende un numero limitato di pedalini e un amplificatore Marshall stile "Plexi" settato su un suono pulito. La distorsione viene quindi ottenuta tramite l'uso di uno o più pedalini tra i quali si possono elencare il Mojo Mojo di TC Electronic, il Bonsai di JHS e il PG-14 sempre di JHS. Quest'ultimo è stato sviluppato da Josh Scott proprio per Paul Gilbert e messo in vendita come modello signature.

## Tecnica strumentale
Paul Gilbert è ad oggi considerato uno dei migliori chitarristi del mondo. Il suo stile si è molto modificato col passare degli anni.
Agli inizi e nel periodo dei Racer X il suo vocabolario sonoro si può essenzialmente ricondurre ad una base metal tipica degli anni ottanta, periodo in cui l'ultratecnicismo virtuosistico era una sorta di prerequisito per accedere al genere: spezzoni di scale suonate con plettrata alternata ad altissima velocità, fraseggi barocchi (basati prevalentemente sull'utilizzo della scala minore armonica e degli arpeggi semidiminuiti), sweep picking, tapping, dive bombs.
Nel periodo dei Mr. Big gli elementi già acquisiti non scompaiono del tutto, ma sono affiancati in maniera crescente da tecniche e sonorità tipiche del pop-rock propriamente detto: maggiore attenzione per la melodia nelle parti soliste, utilizzo di accordi completi (in opposizione ai power chord del "periodo metal") e della chitarra acustica.
Gli anni della carriera solista vedono Paul approdare ad una più versatile scelta stilistica, che incorpora anche blues, ritmi latinoamericani e power pop di scuola Cheap Trick.
Rimane comunque prevalente, nel fraseggio di Gilbert, la preferenza per la plettrata alternata con sapiente uso del legato, economy picking e string skipping  in luogo di altre tecniche come lo sweep picking o il fingerpicking che comunque padroneggia superbamente (vedere i video Paul Gilbert Flamenco e Paul Gilbert Solo Live in San Francisco per farsene un'idea).

## Vita privata
Gilbert risiede attualmente a Portland, in Oregon, con la sua seconda moglie Emi, una pianista giapponese che ha sposato nel 2005. Il chitarrista è amante della cultura giapponese, e da anni ne studia la lingua. Prima di conoscere Emi, era stato sposato dal 1993 al 1998 con Patricia Patterson. Il 24 agosto 2014, Emi ha dato a Paul il suo primo figlio, Marlon Kanzan Gilbert.

## Discografia

### Solista
Album in studio
- 1998 – King of Clubs
- 1999 – Flying Dog
- 2000 – Alligator Farm
- 2002 – Raw Blues Power (con Jimi Kidd)
- 2002 – Burning Organ
- 2003 – Gilbert Hotel
- 2005 – Space Ship One
- 2006 – Get Out of My Yard
- 2008 – Silence Followed by a Deafening Roar
- 2009 – United States (con Freddie Nelson)
- 2010 – Fuzz Universe
- 2012 – Vibrato
- 2014 – Stone Pushing Uphill Man
- 2016 – I Can Destroy
- 2019 – Behold Electric Guitar
- 2021 – Werewolves of Portland
- 2021 – 'TWAS
- 2023 – The Dio Album

Album dal vivo
- 1999 – Beehive Live
- 2003 – Acoustic Samurai

Raccolte
- 2003 – Paul the Young Dude/The Best of Paul Gilbert

Extended play
- 1991 – Tribute to Jimi Hendrix

### Con i Racer X
- 1986 – Street Lethal
- 1987 – Second Heat
- 1988 – Extreme Volume Live
- 1992 – Extreme Volume II Live
- 1999 – Technical Difficulties
- 2000 – Superheroes
- 2001 – Snowball of Doom
- 2002 – Getting Heavier
- 2002 – Live at the Yokohama: Snowball of Doom 2

### Con i Mr. Big
- 1989 – Mr. Big
- 1990 – Raw Like Sushi
- 1991 – Lean into It
- 1992 – Raw Like Sushi II
- 1992 – Mr. Big Live (Live in San Francisco)
- 1993 – Bump Ahead
- 1994 – Japandemonium: Raw Like Sushi 3
- 1996 – Hey Man
- 1996 – Channel V at the Hard Rock Live
- 1996 – Big Bigger Biggest: Greatest Hits
- 1997 – Live at Budokan
- 2009 – Next Time Around - Best of Mr. Big
- 2009 – Back to Budokan
- 2011 – What If...
- 2012 – Live from the Living Room
- 2014 – ...The Stories We Could Tell
- 2017 – Defying Gravity
- 2018 – Live from Milan

### Con gli Yellow Matter Custard
- 2003 - One Night in New York City
- 2011 - One More Night in New York City

### Altri album
- Black Sheep – Trouble in the Streets (1985)
- Jeff Berlin – Pump It! (1986)
- Joey Tafolla – Out of the Sun (1987)
- Todd Rundgren – Nearly Human (1989)
- Artisti Vari – Guitars That Rule the World (1992)
- Akira Takasaki – Wa (1996)
- Pat Torpey – Odd Man Out (1998)
- Pat Torpey – Odd Man Out: Y2K (1999)
- War & Peace – Light at the End of the Tunnel (2001)
- Hughes/Turner Project – HTP (2002)
- Marco Minnemann – Mieze (2004)
- Jeff Martin – The Fool (2006)
- Marco Minnemann – Contraire de la chanson (2006)
- Neal Morse – Sola scriptura (2007)
- Neal Morse – Lifeline (2008)
- Billy Sheehan – Holy Cow! (2008)
- Neal Morse – Momentum (2012)
- Ayreon – The Source (2017)
- Jason Becker – Triumphant Hearts (2018)

### Tribute album
- 1999 – Humanary Stew: A Tribute to Alice Cooper
- 2004 – Spin the Bottle: An All-Star Tribute to Kiss
- 2007 – Welcome to the Nightmare: An All Star Salute to Alice Cooper

## Videografia
- 1991 – Terrifying Guitar Trip (VHS)
- 1992 – Intense Rock - Sequences & Techniques (VHS)
- 1992 – Intense Rock II (VHS)
- 2001 – Eleven Thousand Notes (DVD)
- 2003 – One Night in New York City – Yellow Matter Custard
- 2004 – Guitar Wars (DVD)
- 2005 – Space Ship Live (DVD)
- 2006 – Complete Intense Rock (DVD)
- 2006 – Guitars from Mars I (classical) (edizione giapponese in DVD del video didattico)
- 2006 – Guitars from Mars II (rock)  (edizione giapponese in DVD del video didattico)
- 2006 – Terrifying Guitar Trip (DVD)
- 2006 – Two Nights In North America – Hammer of the Gods
- 2006 – One Night in Chicago – Cygnus and the Sea Monsters
- 2007 – Get Out of My Yard Instructional (DVD)
- 2007 – Get Out of My City Instructional (DVD/VCD)
- 2007 – One Night in New York City - Amazing Journey
- 2008 – Silence Followed by a Deafening Roar Guitar Instructional DVD
- 2009 – 100% Racer X
- 2017 – PG-30 Live at Zepp Tokyo 2016 (DVD)